# Ancora (Il Divo)
| Recensione | Giudizio |
| ---------- | -------- |
| AllMusic   |          |

Ancora è un album del gruppo musicale inglese Il Divo, pubblicato nel 2005.
L'album raggiunge la prima posizione nelle ARIA Charts (per tre settimane), Billboard 200, Official Albums Chart ed in Finlandia, Spagna, Portogallo, Messico, Canada, Colombia, Hong Kong, Slovenia, Taiwan e Nuova Zelanda, la seconda in Paesi Bassi e Norvegia, la terza in Svezia e Sud Africa, la quarta in Svizzera e Venezuela, la sesta in Austria e la nona in Francia ed Argentina.

## Tracce
1. All by Myself (Solo otra vez) – 3:54 (Eric Carmen / Rachmaninoff Quartet)
2. Isabel – 4:16 (Andreas "Quiz" Romdhane / Andreas Romdhane)
3. I Believe in You (Je crois en toi) (feat. Céline Dion) – 4:01 (Jörgen Elofsson / Dave Kreuger / Per Magnusson / Jorgen Elofsson / Per Magnusson / David Kreuger / Matteo Saggese / Luc Plamondon / Luc Plamondon / Matteo Saggese)
4. You Raise Me Up (Por ti seré) – 4:01 (Brendan Graham / Rolf Lovland)
5. Si tú me amas – 4:09 (Josef Larossi / Andreas Romdhane / Josef Larossi / John Reid / Andreas "Quiz" Romdhane)
6. Hasta mi final – 3:36 (Steve Mac / Wayne Hector / M.A.C.)
7. Hero – 4:17 (Mariah Carey / Walter Afanasieff / Walter Afanasieff)
8. En Aranjuez con tu amor – 3:51 (Joaquín Rodrigo)
9. Esisti dentro me – 3:50 (Andreas "Quiz" Romdhane / Andreas Romdhane)
10. Pour que tu m'aimes encore – 3:53 (Jean-Jacques Goldman / Eric Benzi)

## Formazione
- Sébastien Izambard - tenore
- David Miller -  tenore
- Urs Bühler - tenore
- Carlos Marín - baritono